# 新入村
新入村（しんにゅうむら）は、福岡県鞍手郡にあった村。

## 沿革
- 1889年4月1日 - 町村制施行に伴い鞍手郡上新入村・下新入村・知古村が合併して鞍手郡新入村が成立。
- 1926年11月1日 - 直方町、福地村、下境村、頓野村と新設合併し新・直方町となる。
- 1931年1月1日 - 市制施行により直方市となる。